# ヘルワン HA 300
ヘルワン HA 300
ヘルワン HA 300
- 用途：戦闘機
- 設計者：ウィリー・メッサーシュミット
- 製造者：エジプト航空総局（EGAO）
- 運用者：エジプト空軍
- 初飛行：1964年3月7日
- 生産数：3機
- 運用状況：試作のみ

ヘルワン HA 300（アラビア語：حلوان ٣٠٠）は、1960年代にエジプト（当時はアラブ連合共和国）で開発されたジェット戦闘機である。

## 概容
HA 300は西ドイツの航空技術者ウィリー・メッサーシュミットとイスパノ航空機（Hispano Aviación）により設計された。元々この機はスペイン空軍の小型迎撃機として計画されたが、プロジェクトはエジプトに移管された。1969年にプロジェクトが中止されるまで3機の試作機が製造された。
最初の試作機は1991年に修復され、現在ミュンヘンのドイツ博物館に所蔵されている。

## 設計と開発

### 発端
第2次世界大戦後、ウィリー・メッサーシュミット（西ドイツ国民として）は1955年まで航空機製造を含むドイツ軍のための防衛目的のあらゆる研究、開発をすることを禁止された。それゆえ彼はスペインに移住し航空機会社イスパノ アビアシオン（Hispano Aviación）を立ち上げ、1951年に超軽量戦闘機の開発を始めた。開発の進捗は非常に遅く、メッサーシュミットは尾部の無いデルタ翼の合板製グライダーを作れただけであった。He111機に曳航されたグライダーのテスト飛行は不安定のために完了せず、機体は離陸すらしなかった。問題点が幾つも見つかったことと開発が長期化したことで1960年にスペインは開発プロジェクトを放棄した。
その後エジプトがこの設計を購入し、メッサーシュミットに率いられた設計チームはエジプトのヘルワンに移りHA-300（Helwan Aircraft 300）として作業を続けた。オーストリア人のジェットエンジンの専門家フェルディナント・ブランドナーもこの新しい戦闘機用のエンジン開発のために招聘された。エジプトは軽量超音速単座戦闘機を製造して自国の空軍に就役させることを目的としていた。

### HA-300

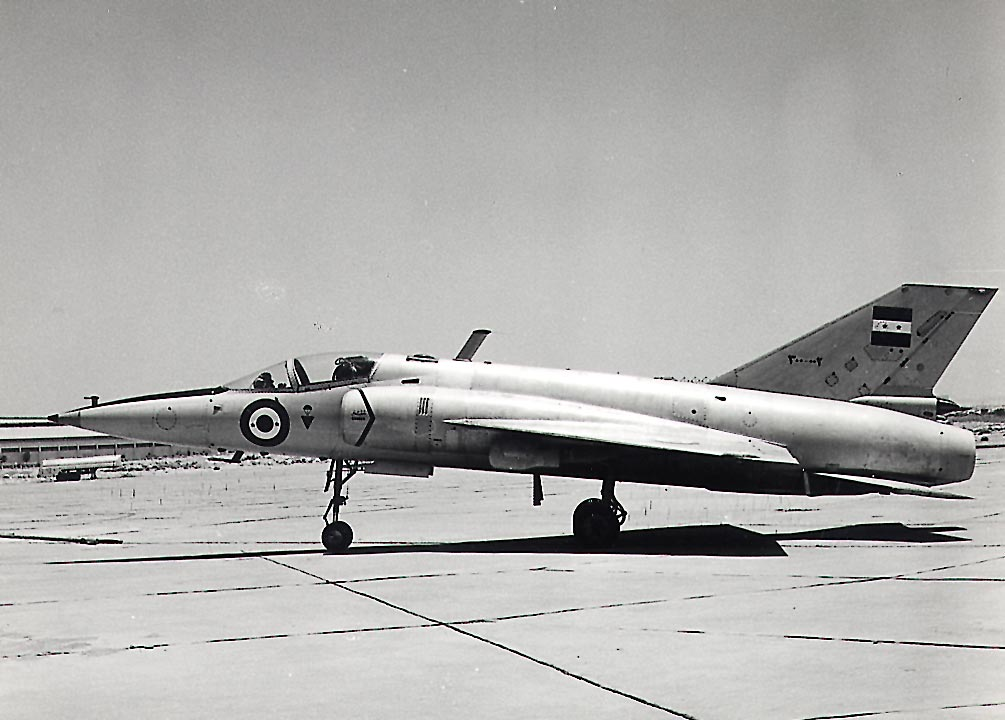
側面から見たHA 300

エジプト航空総局（Egyptian General Aero Organisation、EGAO）の監督の下、カイロ南東のヘルワンの第36工場のテスト施設と作業場でHA-300の開発が始まった。HA-300は当初アフターバーナー付のオルフェースBOR 12ターボジェットエンジン用に設計されていたが、後でアフターバーナー使用時4,800 kgpを発生するブランドナー E-300 エンジンを装備するように変更された。インドも自国のHF-24 マルート用の新しい動力源として換装するためにE-300ジェットエンジンに資金援助をし、E-300エンジンは1963年7月に初運転した。
推力2,200 kgpのオルフェースMk 703-S-10エンジンを装備した最初の試作機は1964年3月7日に初飛行し、マッハ1.13を記録した。エジプトは1964年にHA-300の飛行テストの準備に2人のエジプト人パイロットをインドに送り込み、続いてオルフェースを装備した2番目の試作機が1965年7月22日に初飛行した。3番目にして最後の試作機はエジプト製のE-300エンジンを装備して、離陸から2.5分以内に高度12,000 m、速度マッハ2.0に達する予定だった。この試作機は飛行テストを行わず、地上滑走試験を終了しただけだった。
開発には総計1億3,500万エジプト・ポンドが費やされた。
E-300エンジンはインド政府も興味を示し、十分な性能のエンジンが得られず低性能に悩んだHF-24 マルート戦闘機に使用するために引き渡された。HF-24 マルート戦闘機は、同じくドイツ人設計者のクルト・タンクが設計した、インド国産戦闘機である。同じくドイツ人が設計したHA-300と比較されることが多い機体であるが、HF-24 マルートはエリアルールやエアインテークのショックコーンなど、当時の超音速戦闘機設計の最新の設計手法を導入していて機体性能は高い。エンジンの性能は低いながらも、HA-300と同等の最高速度性能を達成した。

### 中止
6日戦争が勃発した後、軍事費の多くを新たな航空機と防空兵器の購入に充てる必要とソビエト連邦から戦闘機を購入できることにより、1969年5月にエジプト政府はプロジェクトを中止した。あわせてエンジンの開発も頓挫し、HF-24 マルートにE-300エンジンを搭載する計画も中止となった。

## 残存機

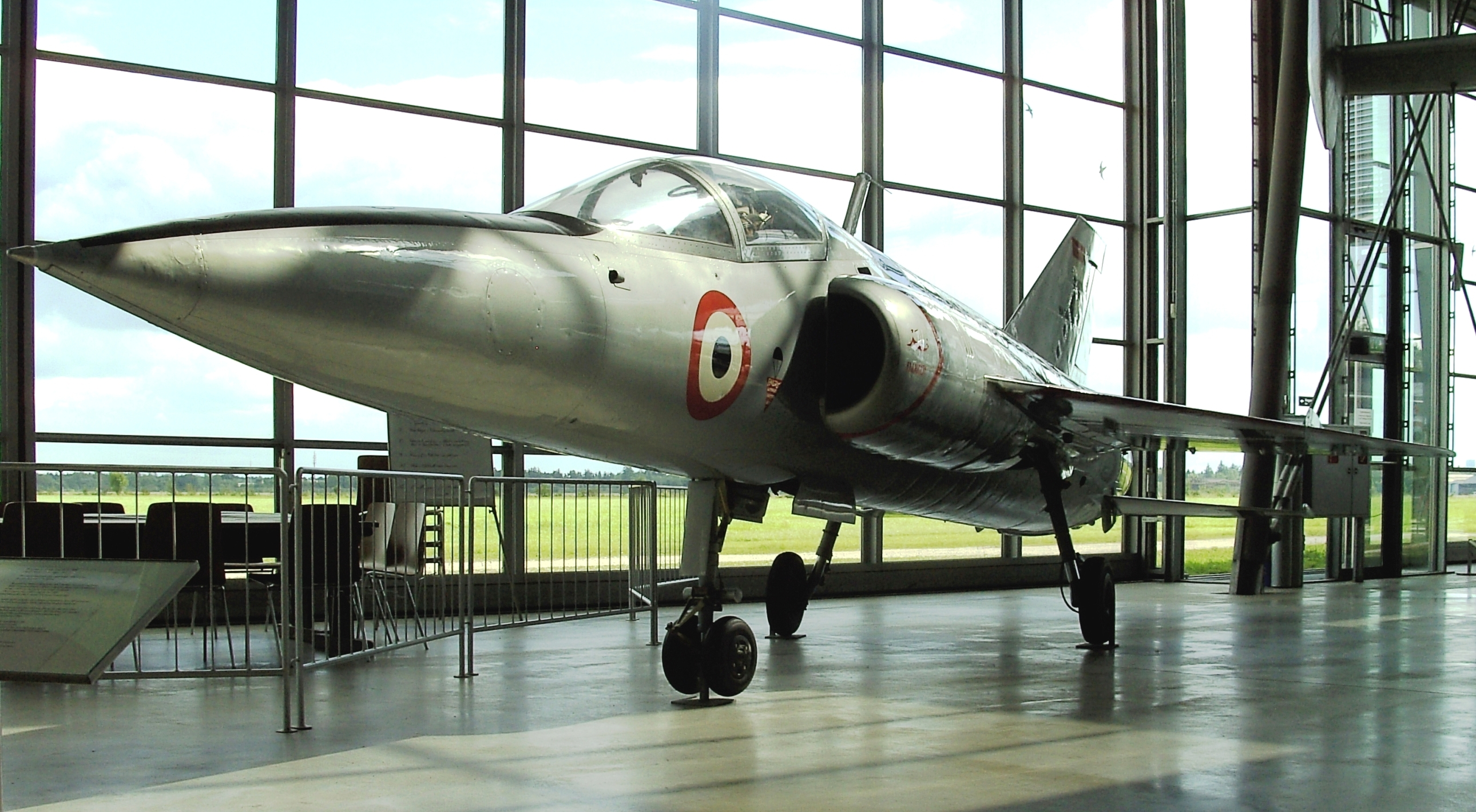
ドイツ博物館に展示されているHA 300

HA-300の最初の試作機は1991年にダイムラーベンツ・アエロスペース（DASA）社に買い取られマンヒンクでの修復のためにドイツに空輸された。MBBが5年半の歳月をかけ修復し、現在HA-300はミュンヘンのドイツ博物館に展示されている。

## 要目
（HA-300）
- 乗員：1名
- 全長：12.40 m
- 全幅：5.84 m
- 全高：3.15 m
- 翼面積：16.70 m²
- 空虚重量：2,100 kg
- 運用重量：5,443 kg
- エンジン：
  - オルフェース 703
  - ブランドナー E-300 ターボジェット
- 最大速度：

HA 300の三面図

  - 2,124 km/h (マッハ1.7)　低高度
  - 1,490 km/h (マッハ1.2)　標準高度
- 巡航高度：12,000 m
- 作戦航続距離：1,400 km (870 miles, 755 nmi)
- 初期上昇率 : 203 m/s

- 武装：
  - 機関砲: 2 * イスパノ 30 mm または 4 * ヌーデルマン=サラノフ（Nudelmann-Suranov） NS-23 23 mm
  - ミサイル: 4 * 赤外線ホーミング 空対空ミサイル